# Orientierungslauf-Weltmeisterschaften 1974
Die 5. Orientierungslauf-Weltmeisterschaften fanden vom 20. September bis 22. September 1974 in der Gegend um Silkeborg und Viborg in Dänemark statt.

## Herren

### Einzel
| Platz | Land | Athlet           | Zeit      |
| ----- | ---- | ---------------- | --------- |
| 1     | SWE  | Bernt Frilén     | 1:35:48 h |
| 2     | NOR  | Jan Fjærestad    | 1:40:45 h |
| 3     | NOR  | Eystein Weltzien | 1:42:32 h |
| 4     | FIN  | Risto Nuuros     | 1:43:00 h |
| 5     | SWE  | Arne Johansson   | 1:43:27 h |
| 6     | NOR  | Svein Jacobsen   | 1:43:36 h |
| 7     | SUI  | Dieter Hulliger  | 1:43:37 h |
| 8     | SWE  | Stefan Persson   | 1:44:05 h |

Einzel:

Titelverteidiger:  Åge Hadler

Ort: Silkeborg, Lina Vesterskov

Länge: 15,9 km

Posten: 26

### Staffel
| Platz | Land | Athleten                                                         | Zeit      |
| ----- | ---- | ---------------------------------------------------------------- | --------- |
| 1     | SWE  | Rolf Pettersson Gunnar Öhlund Arne Johansson Bernt Frilén        | 4:49:27 h |
| 2     | FIN  | Hannu Mäkiranta Markku Salminen Risto Nuuros Seppo Väli-Klemelä  | 5:05:26 h |
| 3     | NOR  | Svein Jacobsen Jan Fjærestad Ivar Formo Eystein Weltzien         | 5:08:58 h |
| 4     | SUI  | Dieter Wolf Bernard Marti Dieter Hulligern Karl John             | 5:09:02 h |
| 5     | TCH  | Josef Borůvka Zdeněk Lenhart Jaroslav Kačmarčík Jaroslav Hořínek | 5:27:43 h |
| 6     | HUN  | Zoltán Boros Janos Sõtér Zoltán Hegedüs Géza Vajda               | 5:31:28 h |
| 7     | DEN  | Ivan Christensen Kurt Jensen Per Olof Andersen Kurt Lyndgaard    | 5:47:32 h |
| 8     | GBR  | Michael Murray Geoff Peck Michael Down Alistair Wood             | 6:00:40 h |

Staffel:
Titelverteidiger:  Lennart Carlström, Lars Arnesson, Arne Johansson, Bernt Frilén

Ort: Rye Sønderskov

## Damen

### Einzel
| Platza | Land | Athlet            | Zeit      |
| ------ | ---- | ----------------- | --------- |
| 1      | DEN  | Mona Nørgaard     | 1:03:43 h |
| 2      | SWE  | Kristin Cullman   | 1:06:37 h |
| 3      | FIN  | Outi Borgenström  | 1:09:11 h |
| 4      | NOR  | Linda Verde       | 1:09:50 h |
| 5      | TCH  | Renata Vlachová   | 1:10:56 h |
| 6      | FIN  | Liisa Veijalainen | 1:11:20 h |
| 7      | SWE  | Monica Andersson  | 1:11:52 h |
| 8      | DEN  | Vibeke Bøkevik    | 1:12:10 h |

Einzel:

Titelverteidigerin:  Sarolta Monspart

Ort: Silkeborg, Lina Vesterskov

Länge: 7,9 km

Posten: 14

### Staffel
| Platz | Land | Athleten                                            | Zeit      |
| ----- | ---- | --------------------------------------------------- | --------- |
| 1     | SWE  | Birgitta Larsson Monica Andersson Kristin Cullman   | 2:51:36 h |
| 2     | NOR  | Kristin Danielsen Ingrid Hadler Linda Verde         | 2:51:48 h |
| 3     | TCH  | Dana Prochazková Anna Hanzlová Renata Vlachová      | 3:01:05 h |
| 4     | SUI  | Ruth Schaffner Annelies Duetsch Ruth Baumberger     | 3:01:25 h |
| 5     | FIN  | Sinikka Kukkonen Outi Borgenström Liisa Veijalainen | 3:09:45 h |
| 6     | DEN  | Else Marker Larsen Vibeke Bøkevik Mona Nørgaard     | 3:09:47 h |
| 7     | GBR  | Susan Banner Allyson Reed Elizabeth Mills           | 3:16:46 h |
| 8     | DEN  | Barbara Cser Magda Horvath Sarolta Monspart         | 3:20:16 h |

Staffel:

Titelverteidigerinnen:  Sinikka Kukkonen, Pirjo Seppä, Liisa Veijalainen

Ort: Rye Sønderskov

## Medaillenspiegel
| Platz | Land     | Gold | Silber | Bronze | Gesamt |
| ----- | -------- | ---- | ------ | ------ | ------ |
| 1     | Schweden | 3    | 1      | -      | 4      |
| 2     | Dänemark | 1    | -      | -      | 1      |
| 3     | Norwegen | -    | 2      | 2      | 4      |
| 4     | Finnland | -    | 1      | 2      | 3      |

## Philatelie
Die dänische Post veröffentlichte am 22. August 1974 anlässlich der Weltmeisterschaften zwei Briefmarken im Wert zu 0,70 und 0,80 Dänischen Kronen (Katalog-Nr. 573 und 574).